# 843

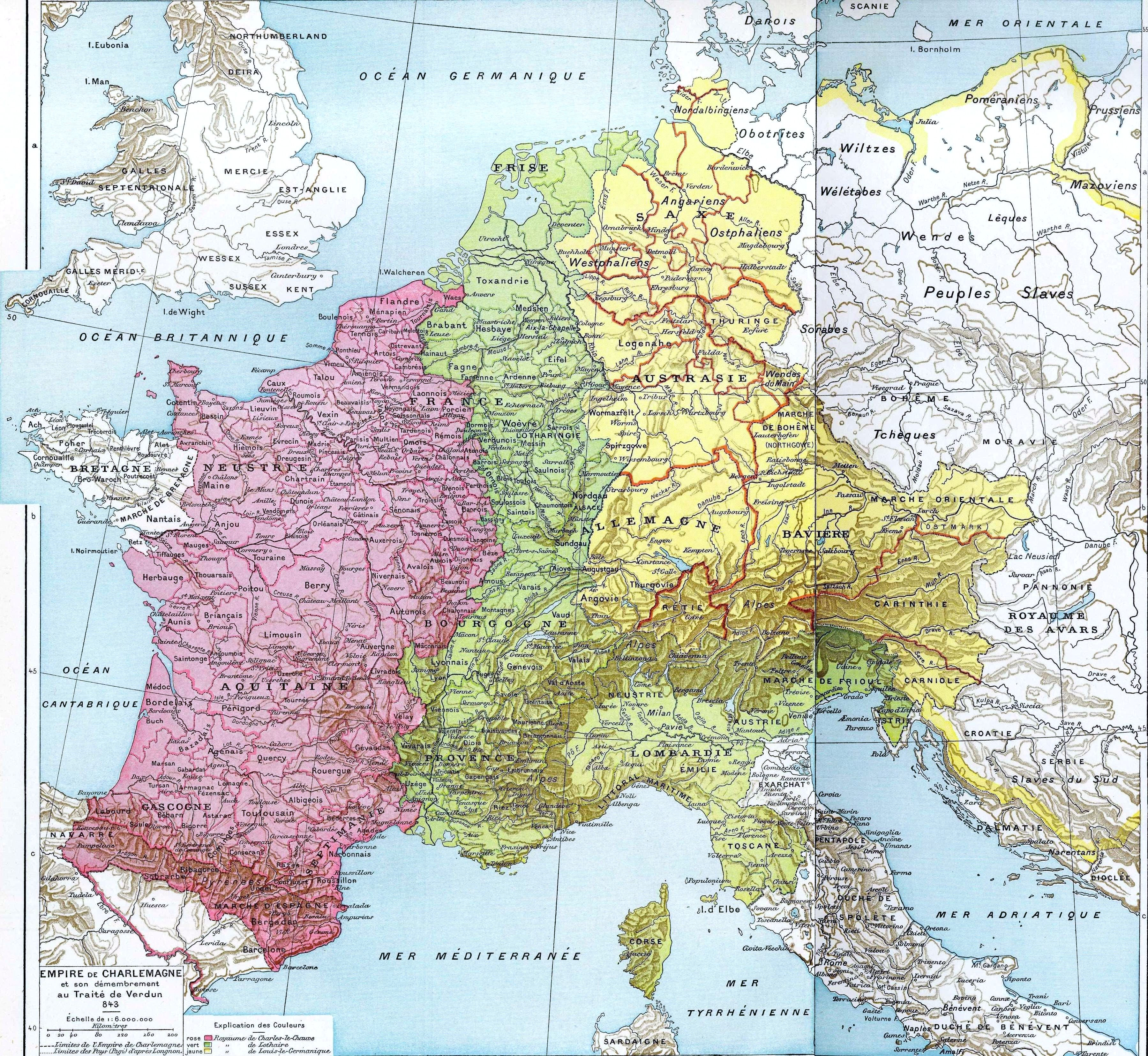
Verdeling van het Frankische Rijk na het Verdrag van Verdun (843):
Karel de Kale (West-Frankische Rijk)
Lotharius I (Midden-Frankische Rijk)
Lodewijk de Duitser (Oost-Frankische Rijk)

Het jaar 843 is het 43e jaar in de 9e eeuw volgens de christelijke jaartelling.

## Gebeurtenissen

### Europa
- augustus - Verdrag van Verdun: Het Frankische Rijk valt in drie koninkrijken uiteen, de rivaliserende strijd tussen de zonen van Lodewijk I ("de Vrome") wordt beëindigd. Koning Karel de Kale krijgt de westelijke gebieden (West-Francië) van Vlaanderen, Neustrië, Aquitanië en Gascogne (uitgezonderd Bretagne). Keizer Lotharius I krijgt de middelste gebieden (Midden-Francië) van de Lage Landen, Lotharingen, Bourgondië, de Provence. Koning Lodewijk de Duitser krijgt de oostelijke gebieden (Oost-Francië) van Saksen, Austrasië, Allemannië en Beieren. Lotharius behoudt zijn keizerstitel en krijgt ook het bestuur over de noordelijke gebieden van Italië.
- Vikingen uit Noorwegen verwoesten de stad Nantes, gelegen aan de rivier de Loire. De plaatselijke bisschop en vele inwoners worden tijdens het feest van Johannes de Doper afgeslacht.

### Brittannië
- Kenneth MacAlpin, koning van de Schotten, wordt op de Stone of Scone tot eerste koning van Alba gekroond. Begin van het ontstaan van het Koninkrijk Schotland.

## Religie
- Keizerin Theodora II roept in Constantinopel een synode bijeen, zij stelt de iconenverering in de Oosters-Orthodoxe Kerk opnieuw in. Einde van het iconoclasme in het Byzantijnse Rijk.

## Overleden
- Judith van Beieren, echtgenote van Lodewijk de Vrome
- Renaud van Herbauges, Frankisch graaf